# 青雲橋

青雲橋（せいうんばし）は、宮崎県西臼杵郡日之影町にある、五ヶ瀬川支流の日之影川に架かる国道218号の橋。

青雲橋からの眺め

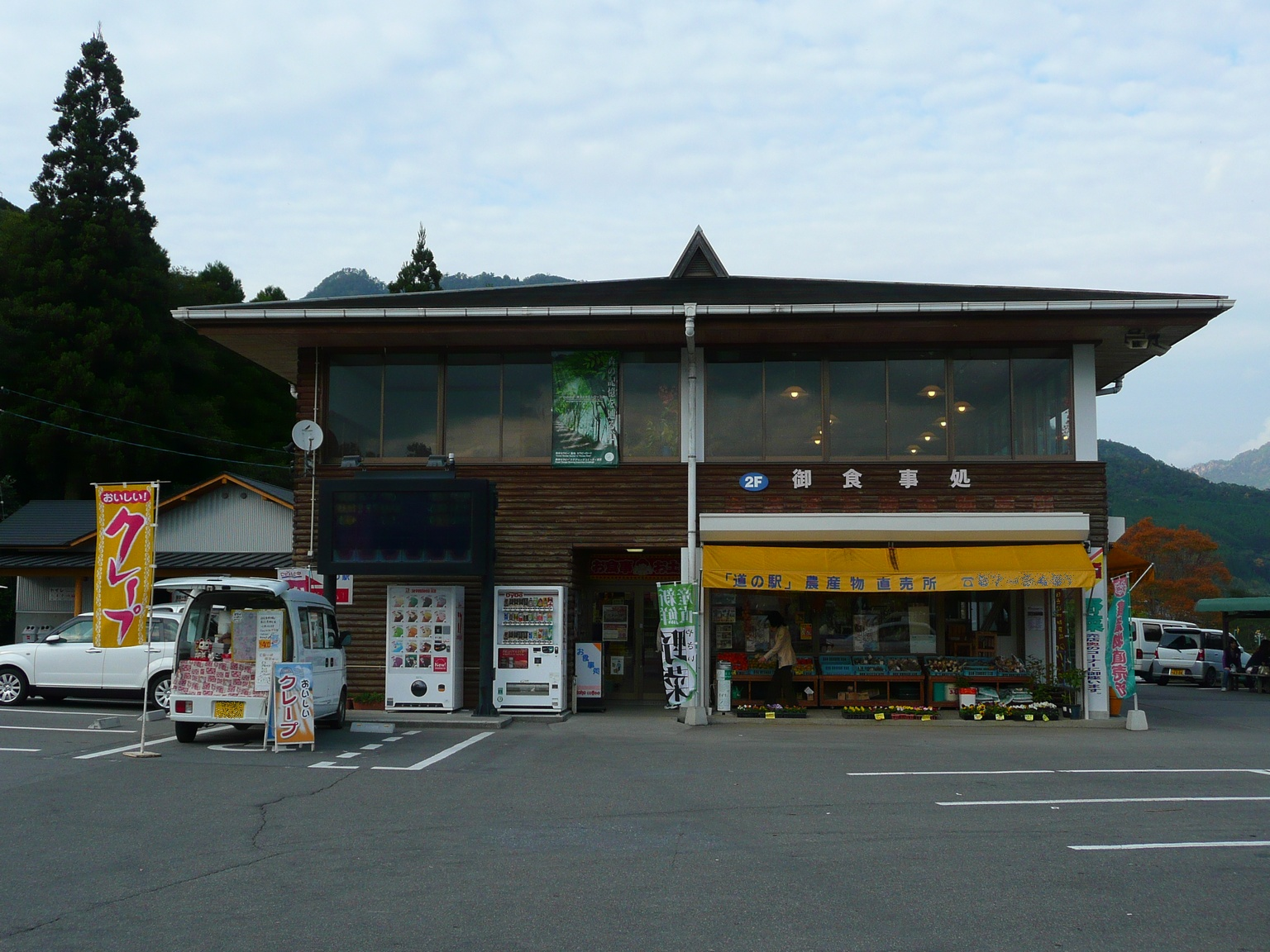
道の駅青雲橋

## 概要
1971年9月より国道218号「日之影バイパス」の建設が始まった。この青雲橋は10年4か月という非常に長い期間をかけて架橋され、1984年11月に開通した。全長410m、水面137mは建設当時の国道の橋としては国内最大であり、「東洋一」とも呼ばれていた。周辺景観に調和する「青雲橋」の名前は公募で選ばれ、日之影町の重要な観光名所であり、高千穂側の欄干には「道の駅青雲橋」（1994年設置）、青雲橋公園が立地している。

## 周辺
- 道の駅青雲橋
- 日之影温泉駅
- 日之影町役場